# 児玉政介

児玉政介

児玉 政介（こだま まさすけ、1891年〈明治24年〉7月6日 - 1978年〈昭和53年〉4月14日）は、日本の内務・厚生官僚、政治家。
秋田市長（第11代）、厚生次官（第3代）、軍事保護院副総裁、傷兵保護院副総裁、厚生省体力局長、石川県知事（官選第34代）、秋田県知事（官選第35代）、奈良県知事（官選第22代）などを歴任。旧姓・小幡。

## 経歴
東京府出身。小幡小二郎の長男として生まれ、児玉隼槌の養子となる。第三高等学校を卒業。1915年10月、文官高等試験行政科試験に合格。1916年、東京帝国大学法科大学法律学科を卒業。内務省に入省し岩手県属となる。
以後、三重県警視、新潟県警視、大阪府理事官、内務省社会局書記官、同省大臣官房文書課長、東京府書記官・内務部長などを歴任。
1934年2月、奈良県知事に就任。紀元二千六百年記念行事の準備を行う。1935年1月、秋田県知事に転任。大凶作の対策に尽力。1937年2月、石川県知事に転任。戦時下の対策に尽力。1938年1月、厚生省体力局長に転任し、傷兵保護院副総裁、軍事保護院副総裁を経て、1940年4月、厚生次官に就任し1941年3月まで在任。同年に退官。
戦後、1945年12月、秋田市長に就任。1947年4月、公選初代の秋田市長に選出され、一期務めた。

## 著作
- 『社会保険論叢』南郊社、1931年。
- 『健康保険の研究』医海時報社、1931年。
- 『国籍法論』広陵社、1933年。
- 『新国籍法論』児玉政介、1936年。
- 『鴻秋談叢』秋田県青年教育研究会、1937年。
- 『鴻秋石川清話』石川県青年教育研究会、1938年。
- 『山を楽しむ』社会保険倶楽部、1965年。